# آل سميث
ألفريد إيمانويل سميث (بالإنجليزية: Al Smith) (30 كانون الأول 1873 - 4 تشرين الأول 1944)، سياسي أمريكي. كان حاكما على ولاية نيويورك وينتمي إلى الحزب الديمقراطي. شغل منصب حاكم ولاية نيويورك مرتين المرة الأولى كانت ما بين عامي 1919 إلى عام 1920، والثانية ما بين عامي 1923 إلى عام 1928. خسر الانتخابات الرئاسية عام 1928 لصالح المرشح الجمهوري هربرت هوفر.

كانت والدته تنحدر من أصول أيرلندية، أما والده ذوي الأصول الإيطالية فكان من المحاربين القدامى في الحرب الأهلية. ترعرع سميث في الجانب الشرقي الأدنى من مانهاتن بالقرب من جسر بروكلين، وعاش في ذلك الحي طوال فترة حياته. ورغم بقاء سجله الشخصي نظيفًا من الفساد بيد أنه كان مرتبطًا -كغيره من سياسيي نيويورك- بمنظمة تاماني هول السياسية التي سيطرت خلال عهده على السياسة في مدينة نيويورك. شغل سميث مقعدًا في جمعية ولاية نيويورك خلال الفترة من عام 1904 حتى عام 1915، وشغل منصب رئيس الجمعية في عام 1913. كذلك تقلد منصب شريف مقاطعة نيويورك من عام 1916 حتى عام 1917. انتخِب لأول مرة حاكمًا لولاية نيويورك في عام 1918، ولكنه خسر في محاولة إعادة انتخابه عام 1920، وانتخِب حاكمًا من جديد في عام 1922 وعام 1924 وعام 1926. كان سميث من أبرز القادة الحضريين لحركة الكفاءة في الولايات المتحدة ويعود له الفضل في تحقيق مجموعة واسعة من الإصلاحات أثناء توليه منصب حاكم ولاية نيويورك خلال عشرينيات القرن العشرين.

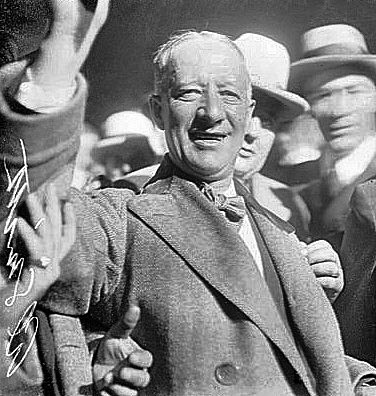
ألفريد إيمانويل سميث

كان سميث أول شخص من الروم الكاثوليك يرشحه حزب رئيسي لمنصب رئيس الولايات المتحدة. أثار ترشحه المقترعين الكاثوليك والمعادين للكاثوليك في عام 1928. خشي العديد من البروتستانتيين ترشحه (ومن بينهم اللوثريين الألمان والمعموديين الجنوبيين)، إذ ظنوا أن البابا في روما سيملي عليه سياساته. كذلك كان سميث «مبيحًا»، وهو المصلح الذي استعمِل للإشارة إلى معارضي حظر الكحول. أبطل سميث خلال توليه منصب حاكم نيويورك قانون الولاية الحاضر للمشروبات الكحولية. جذب سميث بصفته «مبيحًا» أصوات الناخبين ممن أرادوا البيرة والنبيذ والمشروبات الروحية، وأولئك ممن لم يشاؤوا التعامل مع مجرمي تهريب الكحول، بالإضافة إلى الناخبين الذين كانوا غاضبين من سيطرة العصابات الإجرامية الجديدة على الشوارع في معظم المدن الكبيرة ومتوسطة الحجم. ساعد الازدهار الوطني الحاصل وانعدام التورط الأمريكي في الحروب والتزمّت المعادي للكاثوليك منافسه الجمهوري حامل منصب الرئاسة ووزير التجارة السابق هربرت هوفر الذي هزم سميث هزيمةً ساحقة في عام 1928.
سعى سميث إلى نيل ترشيح الحزب الديمقراطي لمنصب الرئاسة في عام 1932، ولكنه خسر أمام حليفه السابق فرانكلين د. روزفلت الذي كان قد خلفه في منصب حاكم نيويورك. انخرط سميث بعد ذلك في عالم الأعمال بمدينة نيويورك وأسهم في تشييد مبنى إمباير ستيت والترويج له، وأضحى من أبرز المناوئين للصفقة الجديدة التي طرحها روزفلت.

## السيرة السياسية
استغل سميث عبر سيرته السياسية بداياته كأحد أبناء الطبقة العاملة إذ قارب نفسه بالمهاجرين وروج لنفسه في حملاته بوصفه رجل الشعب. ظل سجل سميث نظيفًا من الفساد رغم ما كان يدين به لمنظمة تاماني هول السياسية (وزعيمها تشارلي مورفي «الصامت» على وجه خاص)، إذ عمل على إقرار التشريعات التقديمية. اشتهر سميث كخطيب بارع خلال مزاولته لأعماله غير الرسمية الأولى مع منظمة تاماني هول. كان عمله محققًا في مكتب مفوض المحلفين أول عمل سياسي يتولاه سميث، وكان لتاماني هول الفضل في تعيينه في هذا المنصب.

## مجلس الولاية التشريعية
انتخِب سميث عضوًا في جمعية ولاية نيويورك للمرة الأولى في عام 1904 (المنطقة الثانية من مقاطعة نيويورك)، وظل ينتخب مرارًا في المنصب خلال عام 1915. سعى سميث إلى تحسين أوضاع عمال المصانع بعدما تحدث معه فرانسيس بيركنز وهو من الناشطين الذين سعوا إلى تحسين الممارسات العمالية.
تولى سميث منصب نائب رئيس لجنة الولاية المكلفة في التحقيق بأوضاع المصانع بعد قضاء 146 عاملًا في حريق بمصنع شركة تراينغل للأثواب النسائية في عام 1911. ترك لقاؤه بعائلات ضحايا عمال مصنع شركة تراينغل انطباعًا قويًا عليه. شن سميث بالاشتراك مع بيركنز وروبرت ف. واغنر حملة شرسة ضد ظروف العمل الخطيرة وغير الصحية ودعوا إلى إقرار تشريعات تصويبية. أجرت اللجنة برئاسة عضو مجلس شيوخ الولاية روبرت ف. واغنر مجموعة من التحقيقات المُشهرة على نطاق واسع في جميع أنحاء الولاية وقابلت 222 شاهد عيان ودونت 3500 صفحة من الشهادات. كذلك عينت اللجنة عملاء ميدانيين على الأرض لإجراء عمليات تفتيش في المصانع. درست اللجنة العديد من القضايا الأوسع نطاقًا المرتبطة بمخاطر التعرض لإصابات في بيئات المصانع بدءًا من مسألة السلامة من الحرائق. أفضت نتائج اللجنة إلى سن ثمانية وثلاثين قانونًا جديدًا ينظم أوضاع العمالة في ولاية نيويورك، وهكذا ارتبطت سمعة أعضائها بالمصلحين التقدميين الذين كانوا يعملون بالنيابة عن أبناء الطبقة العاملة. وغيروا في الأثناء سمعة تاماني من منظمة فاسدة إلى تقدمية تسعى إلى مد يد العون للعمال. أخبر رئيس قسم إطفاء مدينة نيويورك جون كينلون المحققين باكتشاف قسمه لأكثر من 200 مصنع كان من المحتمل للأوضاع فيها أن تؤدي إلى نشوب حريق مشابه لما حدث في مصنع تراينغل.
أدت تقارير اللجنة إلى تحديث القوانين العمالية في الولاية جاعلةً من ولاية نيويورك «إحدى أكثر الولايات تقدميةً من ناحية الإصلاح العمالي». ألزمت القوانين الجديدة المصانع بتحسين قابلية دخول المباني والهروب منها وتحسين شروط ردع اندلاع الحرائق وتوافر المطافئ وتركيب رشاشات آلية ونظم إنذار الحرائق، فضلًا عن تعزيز منشآت تناول الطعام ودورات المياه الخاصة بالعمال، والحد من عدد الساعات التي يمكن للنساء والأطفال العمل خلالها. سُنّ ستون قانونًا من أصل الأربع وستين قانون التي أوصت بها اللجنة خلال الفترة من عام 1911 حتى عام 1913 بدعم من الحاكم ويليام سولزر.
فاز الديمقراطيون بغالبية مقاعد الجمعية التشريعية في عام 1911، وأضحى سميث زعيم الغالبية ورئيس لجنة السبل والوسائل، ولكنه أصبح في السنة اللاحقة زعيم الأقلية عقب خسارة حزبه للغالبية في الجمعية. انتخِب سميث رئيسًا لجلسة الجمعية في عام 1913 حين استعاد الديمقراطيون غالبيتهم في الدورة الانتخابية التالية. وعاد ليصبح زعيم الأقلية مجددًا في كل من عام 1914 وعام 1915. انتخِب سميث في منصب شريف مقاطعة نيويورك في نوفمبر عام 1915، وكان حينها زعيم الحركة التقدمية في مدينة نيويورك والولاية. كانت بيل موسكويتز مديرة حملته الانتخابية ومساعدته الأولى، وهي ابنة لاجئين يهوديين.

## مزاولته للأعمال وسنواته اللاحقة
انتخِب سميث رئيسًا لمجلس أمناء كلية ولاية نيويورك لعلم الأحراج التابعة لجامعة سيراكوز في عام 1929. ومنحه روبرت موزس لقب الحامي الليلي الفخري لحديقة حيوانات سنترال بارك المجددة حديثًا، وذلك بعد علمه بولع سميث بالحيوانات. أعطي سميث مفاتيح الحديقة رغم كون اللقب تشريفي بطبيعته، وغالبًا ما كان يصطحب ضيوفه لرؤية الحيوانات خلال ساعات الإغلاق.
كان سميث من أبرز وأول نقاد النظام النازي في ألمانيا. إذ دعم حملة المقاطعة المعادية للنازيين في عام 1933، وخطب بالحشود المناوئة للنازية التي اجتمعت في ميدان ماديسون سكوير غاردن في شهر مارس من نفس العام. أدرِج خطاب سميث في كتاب المختارات «النازية: اعتداء على الحضارة» الصادر عام 1934. توجه سميث إلى موجات الأثير الإذاعي منددًا بالوحشية النازية في أعقاب ليلة البلور في عام 1938. ونشِرت كلماته في مقالة على النيويورك تايمز حملت عنوان «نص إذاعة المظاهرة الكاثوليكية» بتاريخ 17 نوفمبر عام 1938.
على غرار معظم رجال الأعمال في مدينة نيويورك، دعم سميث التدخل العسكري الأمريكي في الحرب العالمية الثانية بحماسة. ورغم عدم طلب روزفلت لمساعدته في جهود الحرب، كان سميث من الداعمين البارزين والنشطين لمحاولات إف دي آر تعديل قانون الحياد بغية السماح للبريطانيين بشراء المعدات الحربية عبر «الدفع نقدًا والتسليم فورًا». تكلم سميث دعمًا للسياسة في أكتوبر عام 1939، ورد عليه إف دي آر بشكل مباشر: «الشكر الجزيل لك. لقد كنت جبارًا.»
نال سميث لقب الحاجب البابوي للسيف والرداء في عام 1939، وهو أحد أرفع الألقاب التشريفية التي تمنحها البابوية لشخص من العامة.
توفي في مشفى معهد روكفيلر جراء إصابته بنوبة قلبية في يوم 4 أكتوبر عام 1944 عن عمر يناهز 70 عامًا. أصاب سميث الإحباط على أثر وفاة زوجته بعد إصابتها بمرض السرطان قبل خمسة أشهر في 4 مايو عام 1944. ودفن جثمانه في مقبرة جلجثة.

## وصلات خارجية
- آل سميث على موقع IMDb (الإنجليزية)
- آل سميث على موقع الموسوعة البريطانية (الإنجليزية)
- آل سميث على موقع ميوزك برينز (الإنجليزية)
- آل سميث على موقع إن إن دي بي (الإنجليزية)
- آل سميث على موقع قاعدة بيانات الفيلم (الإنجليزية)